# Limodre
Limodre (llamada oficialmente Santa Eulalia de Limodre) es una parroquia española del municipio de Fene, en la provincia de La Coruña, Galicia.

## Otras denominaciones
La parroquia también es conocida por el nombre de Santa Olalla de Limodre.

## Entidades de población
Entidades de población que forman parte de la parroquia:
- Areosa
- Camiño Grande
- Campanario
- Castelo
- Cotillón
- Fonte
- Fraga
- O Sino
- Rachabordos
- Río Castro
- Souto Vello

## Despoblado
Despoblado que forma parte de la parroquia:
- Pereira do Covo

## Demografía
| Gráfica de evolución demográfica de Limodre entre 2000 y 2019 |
|                                                               |
| Datos según el nomenclátor publicado por el INE.              |